# John Uppström
John Harry Uppström, född 20 augusti 1916 i Maria Magdalena församling i Stockholm, död 10 augusti 1977 i Matteus församling, Stockholm, var en svensk dansare. Han var i filmen Herr Arnes penningar.
John Uppström är begravd på Norra begravningsplatsen utanför Stockholm.

## Filmografi
- 1954 – Herr Arnes penningar